# Esto es vida (película de 1982)
Esto es vida es una película de Argentina dirigida por Fernando Siro sobre guion de Gustavo Ghirardi que fue producida en 1982 pero nunca se estrenó comercialmente. Tuvo como protagonistas a  Darío Vittori, Alberto Anchart, Diana Maggi y Ricardo Bauleo.

## Sinopsis
Un millonario deja como único heredero a su sobrino con la condición de que administre una funeraria.

## Reparto por orden alfabético
Participaron en el filme los siguientes intérpretes:
- Alberto Anchart
- Ricardo Bauleo
- Aldo Bigatti
- Cayetano Biondo
- Jaimito Cohen
- Ovidio Fuentes
- Luisa Kuliok
- Julio López
- Margarita Luro
- Rodolfo Machado
- Diana Maggi
- José Luis Mazza
- Pablo Palitos
- Silvia Panizoni
- Yeni Patiño
- Gino Renni
- Luis Tasca
- Juan Carlos Thorry
- Emilio Vidal
- Darío Vittori

## Comentarios
Escriben Manrupe y Portela que fue la primera producción realizada en formato video y llevada luego a 35 mm. No se estrenó en cine por falta de interés de los exhibidores pero se vio en la televisión por cable, donde se pudo observar el uso abusivo de los efectos característicos de la televisión de la década de 1980.